# Мюллер, Герта
Ге́рта Мю́ллер (нем. Herta Müller; род. 17 августа 1953, Ницкидорф, Банат, Румыния) — немецкая поэтесса и писательница, общественный деятель, художник. Лауреат Нобелевской премии по литературе 2009 года с формулировкой «с сосредоточенностью в поэзии и искренностью в прозе описывает жизнь обездоленных».

## Биография
Родилась в семье, принадлежавшей к одной из групп немецкоязычного меньшинства Румынии (так называемым банатским швабам). Её дед был фермером и торговцем, отец во время войны служил в войсках СС. Мать после занятия Румынии советскими войсками была как немка депортирована в лагерь на территории Украины, освобождена в 1950 году.
Герта окончила университет в Тимишоаре (West University of Timişoara), где изучала румынскую и немецкую литературу. С 1976 года служила переводчиком на заводе, в 1979 году потеряла работу из-за отказа сотрудничать с тайной полицией Секуритате.
Работала в детском саду, давала частные уроки немецкого. В 1982 году опубликовала на немецком первую книгу «Низины», изуродованную румынской цензурой (в 1984 году полный текст книги был опубликован в ФРГ и удостоился ряда премий).
В 1987 году вместе с мужем, писателем Рихардом Вагнером, переехала в ФРГ и поселилась в Западном Берлине. Выступала с лекциями во многих университетах ФРГ, США и др. Живёт в Берлине. Занимает активную антикоммунистическую общественную позицию. В 1997 году покинула германский ПЕН-клуб в знак протеста против объединения этой организации с отделением ПЕН-клуба бывшей ГДР.

## Творчество
Автор стихов, прозы, эссе. Выступает как художник и фотограф. Её главная тема — опыт пережитой несвободы и насилия, индивидуальная и коллективная память, вытеснение из памяти, амнезия, нежелание помнить. Действие многих романов Мюллер происходит в румынской провинции эпохи Чаушеску.

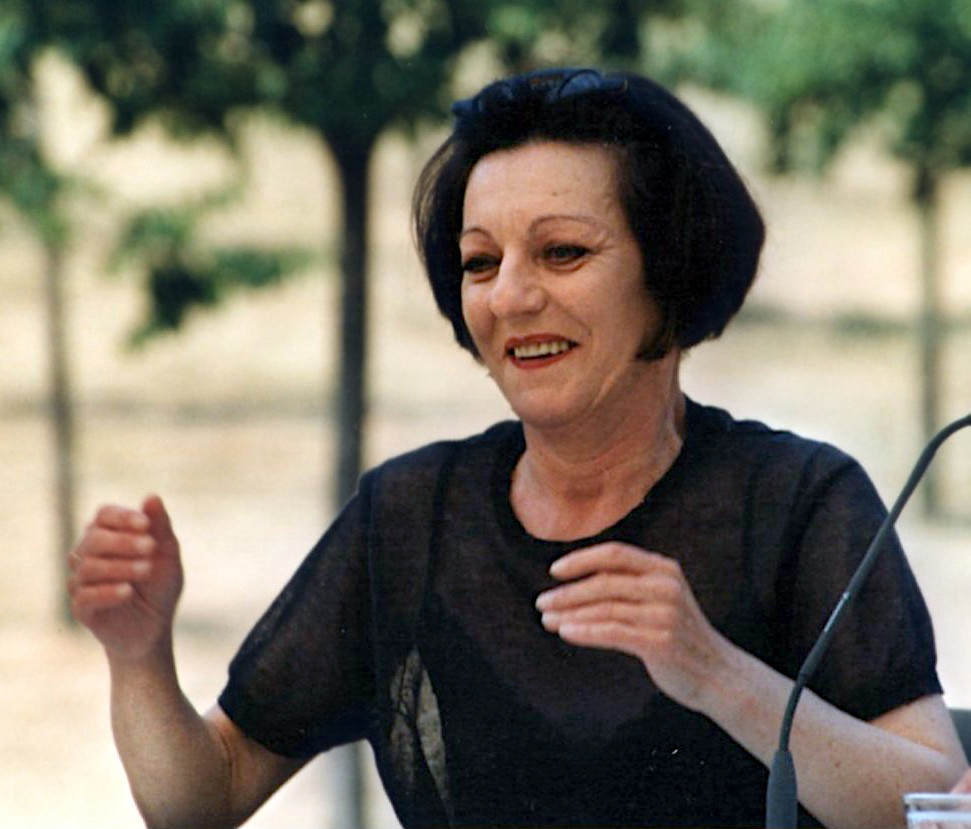
Авторский вечер «Вдох-выдох». Потсдам. Июль 2010

## Общественное признание
Член Немецкой академии языка и поэзии (1995). Стихи, романы, рассказы и эссе Герты Мюллер переведены на многие европейские языки, а также на китайский и японский.
Лауреат многих литературных премий, как германских, так и общеевропейских. В том числе, лауреат Дублинской литературной премии 1998 года, австрийской премии имени Франца Кафки 1999 года и Нобелевской премии по литературе 2009 года.
В 2008 году Союз писателей Швеции включил сборник Мюллер «Король кланяется и убивает» в число 10 лучших книг последнего времени, написанных женщинами.

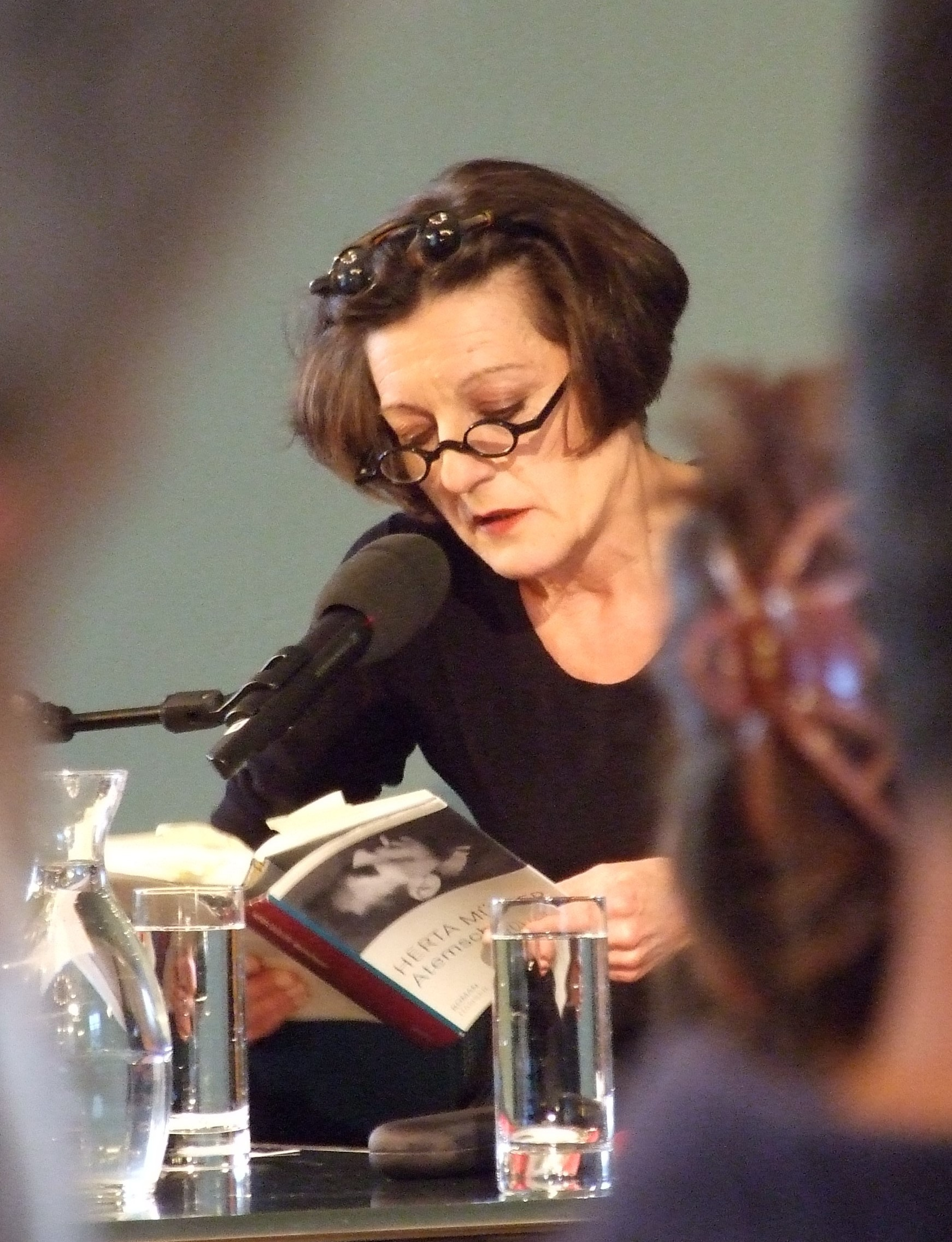
Во Франкфурте (2009)

## Политические взгляды
- «С национализмом всегда существует угроза, что ситуация выйдет из-под контроля. Национализм всегда несёт в себе элемент иррациональности»[7].
- В 2019 году подписала «Открытое письмо против политических репрессий в России»[8].

## Произведения
И правитель поклонится нам слегка.

Ночь приходит обычно пешком.

Два неоновых башмака с крыши фабрики обувной

отражаются в чёрной реке, перевёрнуты вверх каблуком.

И неоново-бледный башмак выбивает нам зубы

вверх каблуком, а другой отражённый башмак

превратил наши рёбра в форшмак.

Утром гаснут неоновые башмаки,

слово «яблоко» — деревянное, словно гроб,

листья клёна краснеют влёт.

С неба сыплются звёзды, сладкая воздушная кукуруза,

а правитель поклонится и убьёт

### Романы
- Der Mensch ist ein großer Fasan auf der Welt (Берлин, 1987), в англ. пер. The Passport (1989)
- Reisende auf einem Bein (1989)
- Der Fuchs war damals schon der Jäger (Лиса тогда уже была охотником) (1992)
- Herztier (Сердце-зверь) (1994)
- Heute wär ich mir lieber nicht begegnet (Лучше бы я себя сегодня не встречала) (1997)
- Atemschaukel (Вдох-выдох) (в соавторстве с Оскаром Пастиором, 2009)[10]

### Поэзия
- Im Haarknoten wohnt eine Dame (Женщина живёт в пучке волос), 2000
- Die blassen Herren mit den Mokkatassen (Бледные господа с чашечкой кофе в руках), 2005
- Vater telefoniert mit den Fliegen (Отец звонит с мухами), München: Carl Hanser Verlag, 2012
- Im Heimweh ist ein blauer Saal, München: Carl Hanser Verlag, 2019

### Сборники прозы и эссе
- Niederungen (Низина) (Бухарест, 1982)
- Drückender Tango (Тягостное танго) (Бухарест, 1984)
- Barfüßiger Februar (Босоногий февраль) (1987)
- Wie Wahrnehmung sich erfindet (1990)
- Der Teufel sitzt im Spiegel (Дьявол пребывает в зеркале) (1991)
- Eine warme Kartoffel ist ein warmes Bett (1992)
- Der Wächter nimmt seinen Kamm (1993)
- Angekommen wie nicht da (1994)
- Hunger und Seide (Голод и шёлк) (1995)
- In der Falle (1996)
- Der fremde Blick oder das Leben ist ein Furz in der Laterne (1999)
- Heimat ist das, was gesprochen wird (2001)
- Der König verneigt sich und tötet (Король кланяется и убивает) (2003)

### В русском переводе
- Сердце-зверь: Роман. / Пер. с нем. Г. Снежинской. — СПб.: «Амфора». ТИД Амфора, 2010. — 255 с. (Тираж 3000 экз.) ISBN 978-5-367-01644-4
- Качели дыхания: Роман. / Пер. с нем. М. Белорусца. — СПб.: «Амфора», 2011. — 319 с. ISBN 978-5-367-01804-2
- Бледные господа с чашечкой кофе в руках: Книга стихов. / Пер. с нем. Б. Шапиро. — Озолниеки: Literature without borders, 2018. — 216 с. (Тираж 1000 экз.) ISBN 978-9934-8708-5-9
- Как даме жить в пучке волос: Книга стихов. / Пер. с нем. А. Прокопьева. — Озолниеки: Literature without borders, 2018. — 200 с. (Тираж 1000 экз.) ISBN 978-9934-8708-4-2